# Coelorinchus sheni
Coelorinchus sheni es una especie de pez de la familia Macrouridae en el orden de los Gadiformes.

## Morfología
• Los machos pueden llegar alcanzar los 93,7 cm de longitud total y las hembras 42.

## Alimentación
Come peces  e invertebrados

## Hábitat
Es un pez de aguas profundas que vive entre 400-650 m de profundidad.

## Distribución geográfica
Se encuentra en Taiwán.